# Rameau Inlet
Rameau Inlet är en vik i Antarktis. Den ligger i Västantarktis. Chile och Storbritannien gör anspråk på området.